# Carola Höhn
Pour les articles homonymes, voir Hohn (homonymie).
Carola Höhn (née Karoline Minna Höhn le 30 janvier 1910 à Wesermünde, morte le 8 novembre 2005 à Grünwald) est une actrice allemande de théâtre et de cinéma.

## Biographie
Fin des années 1920, elle s'installe à Berlin et prend des cours de théâtre avec Julia Serda. En 1933, elle fait ses débuts sur scène et joue au Schlosspark Theater dans le quartier de Steglitz.
Sa carrière, d'une longévité exceptionnelle, commence dans les années 1930, où elle alterne le cinéma et le théâtre, pour se prolonger à la télévision jusqu'à la fin des années 1990.
Après la Seconde Guerre mondiale, Carola Höhn travaille également comme actrice de doublage. Elle prête sa voix notamment à Katharine Hepburn (La Femme de l'année), Ava Gardner (L'Île au complot), Maureen O’Hara (Quasimodo), Hedy Lamarr (Samson et Dalila).

## Filmographie partielle
- 1929 : Le Cadavre vivant (muet)
- 1934 : Un jour viendra (Einmal eine große Dame sein)
- 1934 : Ferien vom Ich de Hans Deppe
- 1934 : Charleys tante de Robert A. Stemmle
- 1935 : Les Deux Rois (Der alte und der junge König)
- 1936 : L'Étudiant pauvre (Der Bettelstudent)
- 1937 : Paramatta, bagne de femmes (Zu neuen Ufern)
- 1939 : Wir tanzen um die Welt
- 1939 : Hurra! Ich bin Papa! (de)
- 1941 : Sa vieille maman (Mamma)
- 1941 : Beatrice Cenci
- 1943 : Abenteuer im Grand-Hotel
- 1943 : Kollege kommt gleich
- 1949 : Du bist nicht allein
- 1950 : Der Fall Rabanser
- 1951 : Durch Dick und Dünn (de)
- 1952 : Liebe im Finanzamt (de)
- 1952 : Toxi (de)
- 1952 : Der Weibertausch
- 1953 : Bis fünf nach zwölf – Adolf Hitler und das 3. Reich (Documentaire)
- 1954 : L'Instituteur de campagne (Heideschulmeister Uwe Karsten)
- 1956 : La Nuit de la Saint-Jean (Johannisnacht) de Harald Reinl
- 1956 : Mariés pour rire (Roter Mohn)
- 1957 : Viktor und Viktoria
- 1962 : Lieder klingen am Lago Maggiore (de)
- 1962 : Muß i denn zum Städtele hinaus (de)
- 1963 : Und wenn der ganze Schnee verbrennt (de)
- 1963 : Apartment-Zauber (de)
- 1967 : Les Fausses Vierges (Jungfrau aus zweiter Hand)
- 1969 : Pepe, der Paukerschreck (de)
- 1969 : Hurra, die Schule brennt!
- 1969 : Sybelle ou Comment le dire à ma fille ? (Herzblatt oder Wie sag ich’s meiner Tochter?)
- 1971 : Morgen fällt die Schule aus (de)
- 1977 : Derrick : Une affaire louche (Hals in der Schlinge) (TV) - Mme Becker
- 1978 : Derrick : Le père de Lisa (Lissas Vater) (TV)
- 1979 : Derrick : La troisième victime (Das dritte Opfer) (TV)
- 1980 : Derrick : Pricker (TV)
- 1988 : Schloß Königswald (de)
- 1991 : Un cas pour deux (TV)

## Récompenses et distinctions
- Prix d’interprétation par le cinéma bavarois pour son rôle dans le film Schloß Königswald (de) de Peter Schamoni[1]